# Coliadinae
Coliadinae er en underfamilie i hvidvingefamilien blandt sommerfuglene. Fra Danmark kendes fem arter. En del af arterne kaldes høsommerfugle.

## Arter og slægter
De fem arter af Coliadinae, der er registreret i Danmark:
- Slægt Colias
  - Mosehøsommerfugl (Colias palaeno)
  - Gul høsommerfugl (Colias hyale)
  - Sydlig høsommerfugl (Colias alfacariensis)
  - Orange høsommerfugl (Colias crocea)
- Slægt Gonepteryx
  - Citronsommerfugl (Gonepteryx rhamni)